# ناحیه کولتون، میشیگان
ناحیه کولتون (به انگلیسی: Koylton Township) یک منطقهٔ مسکونی در ایالات متحده آمریکا است که در شهرستان تاسکولا، میشیگان واقع شده‌است.
 ناحیه کولتون ۹۳٫۶ کیلومتر مربع مساحت و ۱٬۵۸۵ نفر جمعیت دارد و ۲۴۹ متر بالاتر از سطح دریا واقع شده‌است.